# Kyllinga melanosperma
Kyllinga melanosperma är en halvgräsart som beskrevs av Christian Gottfried Daniel Nees von Esenbeck. Kyllinga melanosperma ingår i släktet Kyllinga och familjen halvgräs. IUCN kategoriserar arten globalt som livskraftig.

## Underarter
Arten delas in i följande underarter:
- K. m. bifolia
- K. m. melanosperma
- K. m. hexalata